# Os talotibiale dorsale
Os talotibiale dorsale is de benaming voor een accessoir voetwortelbeentje dat soms als extra ossificatiepunt ontstaat gedurende de embryonale ontwikkeling. Bij de mensen bij wie het botje voorkomt, ligt het botje aan de dorsale, mediale zijde van de voetwortel, net voor de enkel.
Het os talotibiale dorsale werd in een radiologische studie bij 0,5% van de individuen aangetroffen.
Op röntgenfoto's wordt een os talotibiale dorsale soms onterecht aangemerkt als afwijkend, losliggend botdeel of als fractuur.